# Andreas Schwab
Pour les articles homonymes, voir Schwab.
Andreas Schwab, né le 9 avril 1973 à Rottweil, est un homme politique allemand. Membre de l'Union chrétienne-démocrate d'Allemagne (CDU), il est député européen depuis 2004. Il fait partie du groupe du Parti populaire européen.

## Formation
Après avoir achevé sa scolarité secondaire de l'Albertus-Magnus-Gymnasium Rottweil (d) en 1992, il fait un service civil. De 1993 à 1995, il fait ses études le droit à l'université de Fribourg-en-Brisgau. En 1996, grâce à une bourse de la fondation Konrad-Adenauer, il étudie à Sciences Po Paris, où il obtient un certificat d'études en sciences politiques et économiques. En 1998, en raison de son engagement dans les relations franco-allemandes, il est proposé pour l'élection du « Jeune Européen de l'année » et reçoit une bourse de la Fondation Heinz-Schwarzkopf.
En 1999, il passe le premier examen d'État de droit à l'université de Fribourg. En 2000, il obtient une maîtrise en droit de l'université du pays de Galles.
En 2002, il passe son doctorat (Dr. iur.) sous la direction de Thomas Würtenberger (de) à l'université de Fribourg et en 2003 son deuxième examen d'État de droit.
De 2002 à 2003, Andreas Schwab est membre du groupe de travail « Convention sur l'avenir de l'Europe » du gouvernement régional du Bade-Wurtemberg, puis jusqu'en 2004 évaluateur gouvernemental pour les questions fondamentales du ministre du ministère de la Culture, de la Jeunesse et des Sports du Bade-Wurtemberg.
Depuis 2004, il détient une licence d'avocat. Il exerce comme conseiller au sein du cabinet CMS Hasche Sigle.
Il est marié et père de quatre enfants.

## Engagement politique
Andreas Schwab est engagé politiquement depuis sa jeunesse et a commencé à militer au sein de la section de  Rottweil de la Junge Union, où il est élu président local (1991–1992) et président de district (1992–1994). De 1994 à 1996, il est membre du conseil de district de l'organisation, de 1996 à 1998 membre du conseil pour le land de Bade-Wurtemberg et de 1998 à 2003 vice-président de l'association pour le Bade du Sud. Entre 1999 et 2003, il est également membre actif des Jeunes Démocrates Chrétiens de la région du Rhin supérieur. 
Il est membre de la CDU de Rottweil depuis 1989 et membre élu du comité de district de la CDU Rottweil (2001-2006), depuis 2005 membre du comité de district de la CDU de Bade du Sud. Il est président du district depuis 2017.
Andreas Schwab est depuis 2004 membre du Parlement européen où il est réélu trois fois (2009, 2014 et 2019). En mai 2019, il figure à la troisième place sur la liste CDU pour le Bade-Wurtemberg.
De 1997 à 2010, Andreas Schwab est président du Forum franco-allemand à Fribourg.
Très engagé dans la régulation des multinationales du numérique à l'échelle européenne, il se fait remarquer en 2014 par sa défense d'une résolution au Parlement européen proposant le démantèlement des géants technologiques en cas d'absence de progrès sur le caractère hégémonique des acteurs tels que Google sur leur industrie. En 2021, il est nommé rapporteur au Parlement européen de la proposition de régulation relative aux marchés contestables et équitables dans le secteur numérique (législation sur les marchés numériques). Cette législation prévoit de nouvelles obligations à l'endroit des grandes sociétés numériques en matière de protection de la vie privée, de concurrence loyale, et de responsabilité de ces entreprises.